# Escaldes-Engordany
Escaldes-Engordany, o les Escaldes i Engordany segons l'IEC, és una ciutat i la setena parròquia d'Andorra, creada el 1978 a partir de l'antic quart homònim de la parròquia d'Andorra la Vella.
Els antics nuclis urbans de les Escaldes i d'Engordany avui formen un continu urbà amb Andorra la Vella, concentrant en l'àrea urbana dues terceres parts de la població del Principat. L'avinguda Carlemany és la continuació, a l'altra banda de la Valira, de l'avinguda Meritxell d'Andorra la Vella, formant una llarga avinguda dedicada al comerç.
El nom de les Escaldes indica que hi ha aigües calentes. El poble es va fundar al voltant d'unes fonts termals sobre una gran falla enfonsada en el subsòl. Avui molts hotels de les Escaldes ofereixen aigües termals entre els seus serveis.

## Història

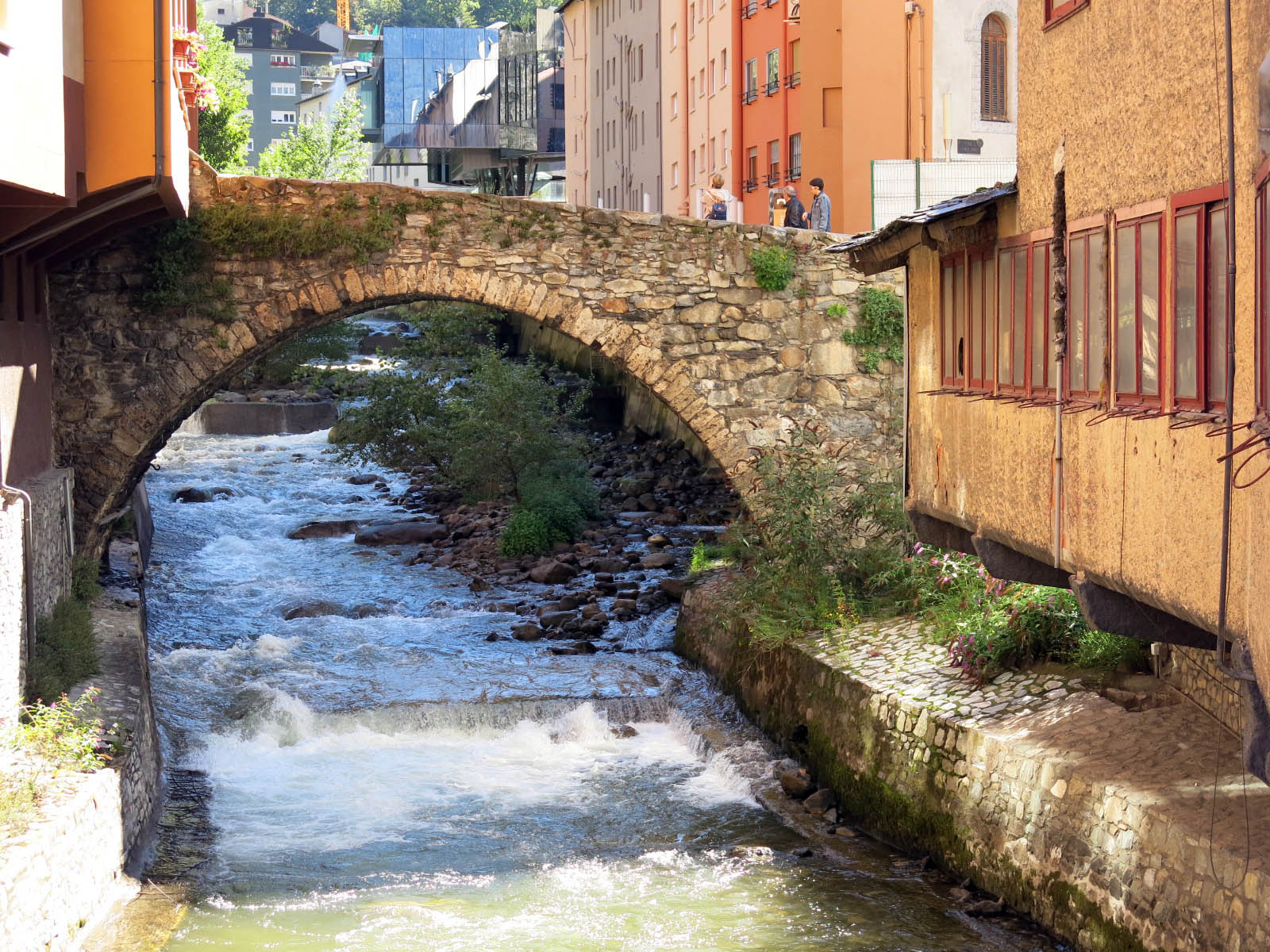
Pont d'Engordany

La parròquia d'Escaldes-Engordany, la segona en població després d'Andorra la Vella, està formada per dos nuclis urbans importants, que en els seus orígens es trobaven separats i ben diferenciats. El més antic és el d'Engordany, que fou habitat ja pels voltants del segle II o I aC.

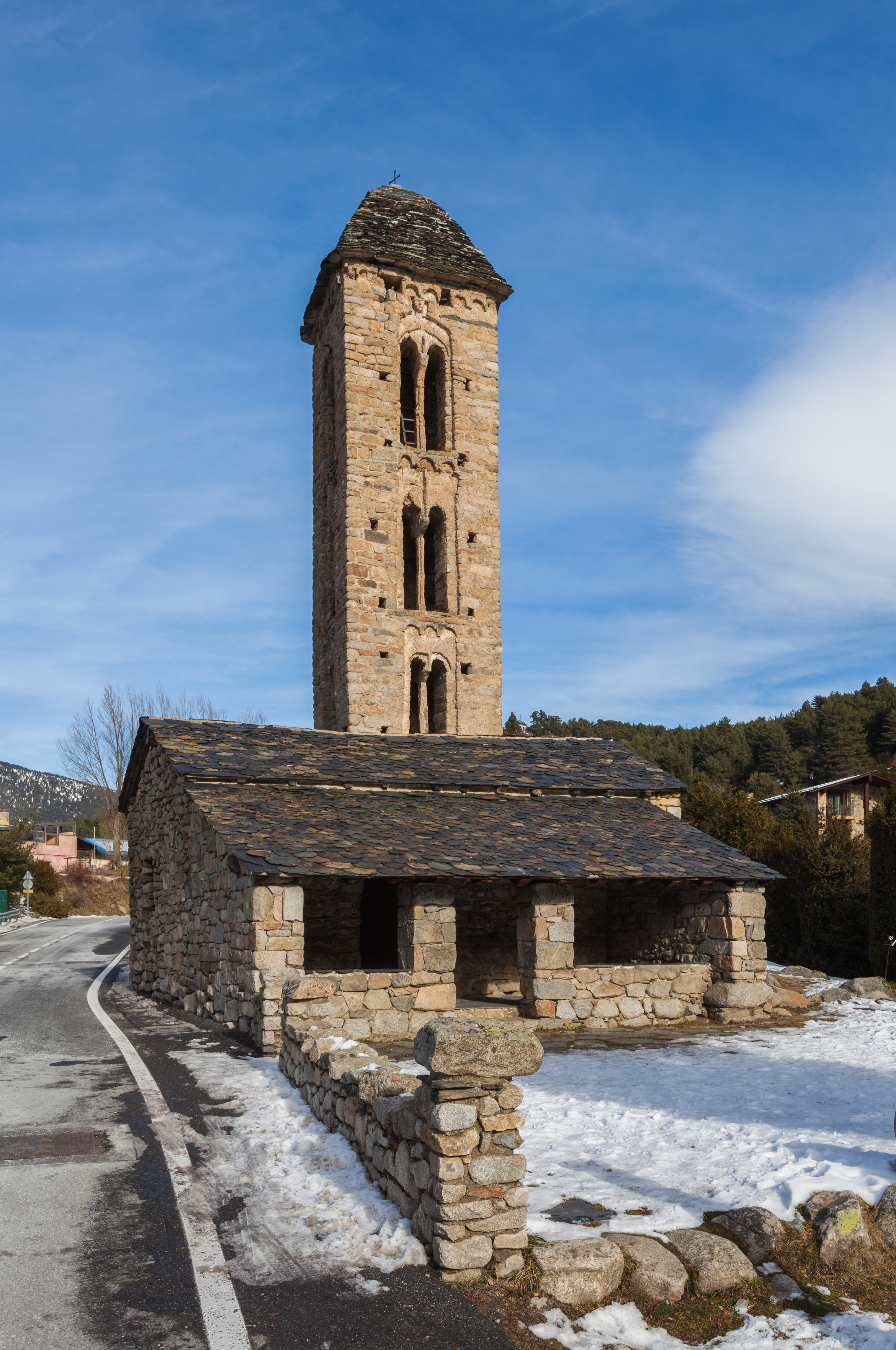
Sant Miquel d'Engolasters

Es tenen molt poques dades fins a l'època medieval, però se sap que diversos punts estratègics de les Valls foren habitats, un d'aquests l'Antuix d'Engordany.

### Època medieval
De l'època medieval es tenen més dades gràcies a la documentació del monestir de Sant Serni de Tavèrnoles, Aquests textos parlen d'uns petits nuclis d'habitants: Engordany, els Vilars d'Engordany, el Fener i Engolasters. Eren comunitats recol·lectores, ramaderes i pageses, caracteritzades per la força de la tradició i funcionaven a través, sobretot, de l'ús i la possessió conjunta de la terra.
En alguns documents, ja al segle xii, apareixen un grup de "bons homes", probablement els caps de casa que es reunien quan calia prendre alguna determinació d'importància. Entre aquests caps de casa, degueren ben aviat destacar uns representants de la comunitat: els prohoms, personatges dotats d'algun tipus de significació social i econòmica, i fins i tot, moral entre els veïns.
Entre els segles xiv i xv, la situació de conflicte i pressió senyorial sobre les comunitats de la zona podrien haver permès l'aparició de grups d'artesans cada cop més desvinculats del treball agrícola i ramader i centrats en activitats que fins aquell moment havien estat només complementàries. Entre elles, a la zona d'Engordany sobresortí el teixit de draps de llana senzills.
L'existència d'aigües termals necessària per rentar i tenyir la llana significà l'aparició i la concentració d'una rudimentària indústria de draps de llana al nucli de Caldes. El desenvolupament d'aquesta manufactura tèxtil culmina l'any 1604 amb la constitució de la Confraria de Paraires i Teixidors de Sant Pere Màrtir i Sant Ivó (L'església d'Escaldes en l'actualitat es troba sota l'advocació de Sant Pere Màrtir).

### Època moderna
Al llarg de l'època moderna, la ramaderia i l'agricultura foren les activitats principals a Engordany, mentre que els habitants de les Escaldes van desenvolupar el treball de la llana, activitat que reforçà el creixement del poble, que d'un petit llogaret passà a mitjans de segle xviii a experimentar un fort creixement econòmic, gràcies a la manufactura tèxtil i també al ferro.

### Època contemporània
Però el gran canvi es va produir cap als anys 30 del segle xx, amb la construcció de la xarxa viària i la concessió de FHASA, època que marcarà també l'evolució divergent entre Engordany (que mantindrà el seu caràcter agrícola i ramader tradicional, en l'actualitat bàsicament residencial) i les Escaldes (orientada al turisme, amb l'explotació de l'aigua termal, i al comerç).
Amb el fort increment demogràfic d'Escaldes-Engordany (amb Mas del Diumenge, Mas del Noguer i els Vilars) i la voluntat d'oferir a tots els habitants els serveis necessaris, el Comú d'Andorra la Vella va anar dotant els quarts (el d'Escaldes-Engordany i el d'Andorra) d'una major autonomia. Aquest fet, unit a la voluntat de la població d'Escaldes-Engordany d'esdevenir parròquia, va portar al plantejament davant els coprínceps de demandes a favor de l'autonomia ja als anys 30 del segle XX.
Aquest procés culminarà el 14 de juny de 1978 quan, per decret de les Delegacions Permanents dels coprínceps d'Andorra, es crea la parròquia de Les Escaldes-Engordany, escindida de la d'Andorra la Vella, amb la personalitat i atribucions pròpies d'aquesta institució del Principat.
L'evolució d'Escaldes-Engordany al llarg del segle XX està íntimament lligada a la utilització de l'aigua calenta i la construcció dels primers hotels balnearis, com Cal Muntanya (1904), l'hotel Paulet, l'hotel Pla o l'hostal Valira (1933).
Entre els anys 30 i 40 del segle passat es va viure el canvi més profund, amb el gran desenvolupament comercial i la substitució d'un turisme minoritari que venia a "prendre les aigües" per la massificació del turisme comercial.

### Els anys 80
Al llarg de la dècada dels 80 es van anar plantejant alternatives a aquest desenvolupament econòmic centrat, gairebé en exclusiva, en aquest turisme comercial. L'any 1984 es presentà el projecte de creació d'un centre termal i lúdic, que aprofitava el principal recurs natural, l'aigua calenta, i es plantejava com a element identificador i vertebrador d'un desenvolupament contemporani més diversificat. Aquest projecte es materialitzà en la inauguració del Centre Termolúdic Caldea l'any 1994, propietat d'una societat d'economia mixta anomenada SEMTEE.
Un altre dels grans valors naturals d'Escaldes-Engordany és la Vall del Madriu, d'unes 4247 ha. d'extensió, on l'aigua és també un element central.
El 1978 es va crear la parròquia que comprèn Escaldes, Engordany, els Vilars d'Engordany, Engolasters, el Ferrer, i les bordes de Ràmio i d'Entremesaigües.
Aquesta Vall té un gran interès no només pel seu patrimoni natural (vegetació i fauna) sinó pel patrimoni cultural, reflex de la vida de muntanya des de l'època medieval (bordes, cabanes de pastor, construccions de pedra seca, etc.). Aquesta vall isolada, refugi per a la flora i la fauna salvatge d'espècies rares o en perill, el juliol del 2004 va ser inscrita per la UNESCO dins la llista del Patrimoni de la Humanitat en la categoria de béns culturals, amb una petita extensió el 2006; fins al moment, és l'únic bé andorrà que hi figura.

## Demografia
Escaldes Engordany té 14.917 habitants, segons el cens de 2022. La població està composta per un 27% de ciutadans de nacionalitat espanyola, 49% d'andorrans, 10% de portuguesos, i 3% de francesos, més algunes altres comunitats minoritàries (6%).

## Política i govern

### Composició del Comú d'Escaldes-Engordany
| Partit                                  | Partit                                                               | Vots  | %      | Escons |
| --------------------------------------- | -------------------------------------------------------------------- | ----- | ------ | ------ |
|                                         | Demòcrates per Andorra (DA)                                          | 1.487 | 54,97% | 10     |
|                                         | Liberals d'Andorra (L'A)                                             | 534   | 19,74% | 1      |
|                                         | Partit Socialdemòcrata + Independents (PS+I)                         | 522   | 19,30% | 1      |
|                                         | Sentit Comú + Socialdemocràcia i Progrés + Independents (SC+SDP+Ind) | 162   | 5,99%  | 0      |
|                                         |                                                                      |       |        |        |
| Vots nuls i en blanc                    | Vots nuls i en blanc                                                 | 274   | 9,20%  |        |
| Total                                   | Total                                                                | 2.979 | 100%   | 12     |
| Font: http://www.eleccions.ad/escrutini |                                                                      |       |        |        |

#### Llista de cònsols majors
Des del 1995 (Primeres eleccions comunals constitucionals) hi ha hagut 3 cònsols majors a les Escaldes i Engordany. Actualment ostenta el títol la demòcrata na Trinitat Marin González.
| Període   | Cònsol major            | Partit                           |
| --------- | ----------------------- | -------------------------------- |
| 1995-1999 | Lydia Magallón Font     | Partit Liberal d'Andorra (PLA)   |
| 1999-2003 | Lydia Magallón Font     | Partit Liberal d'Andorra (PLA)   |
| 2003-2007 | Antoni Martí Petit      | Partit Liberal d'Andorra (PLA)   |
| 2007-2011 | Antoni Martí Petit      | Unió del Poble (UdP)             |
| 2011-2015 | Trinitat Marin González | Demòcrates per Andorra (DA)      |
| 2015-2019 | Trinitat Marin González | Demòcrates per Andorra (DA)      |
| 2019-     | Rosa Gili Casals        | Partit Socialdemòcrata d'Andorra |

## Festes i tradicions
- Pessebre Vivent d'Engordany[11]
- Castanyada: Organitzada per l'associació d'amics del Pont d'Escalls d'Escaldes- Engordany organitzen la castanyada.[12]
- Festa Major del 25 al 28 de juliol. La parròquia d'Escaldes -Engordany celebra la festa major organitzant més de 50 actes.[13] La Diada de Santa Anna va ser inclosa a la secció quarta de l’Inventari general del patrimoni cultural d’Andorra el 23 de juny del 2023.[14]

## Llocs d'interès
- Església de Sant Romà dels Vilars
- Església de Sant Miquel d'Engolasters
- Església de Sant Pere Màrtir
- Llac d'Engolasters
- Pont romànic d'Engordany, entre les Escaldes i Engordany sobre la Valira d'Orient.
- Pont romànic dels Escalls, on es van firmar els Pariatges del 1278.
- Fonts termals, com la font del Metge i el centre lúdic Caldea.
- Centre d'Art d'Escaldes-Engordany
- Centre d'Interpretació de l'Aigua i del Madriu

## Ciutats agermanades
Escaldes-Engordany està agermanada amb:
- Lalín (Pontevedra)